# Folkmedicin i Sverige
Folkmedicin är botemetoder och föreställningar om sjukdomstillstånd som inte grundar sig i den moderna skolmedicinen. I den nordiska folkmedicinen finns gott om element som bygger på magi och föreställningar om övernaturliga väsen, men också visst innehåll där erfarenhet och rationella antaganden spelar roll för ordinationen.
Denna artikel behandlar i huvudsak folkmedicinens ursprung men också de magiska behandlingarna och föreställningarna som skedde. Den medicinska användningen beskrivs i artiklarna av aktuella växter.

## Ursprung
Så länge sjukdomar har funnits, har det även funnits läkekonst av olika former. För kunskapen om folklig läkekonst är urgammal. Kunskapen började dokumenteras av folklivsforskare i Sverige i slutet av 1800-talet. Visserligen är folklig läkekonst funnits sedan urminnes tider men vid 1800-talets slut tog kunskapen fart i Sverige då läskunnighet gjorde att böcker om läkekonst spreds. Tidigare spreds kunskapen via muntlig tradition. Den folkliga läkekonsten spelade en betydande roll i gamla tiders samhällen. Vid sjukdomar och skador var den folkliga läkekonsten den enda vägen att tillgå för att bli frisk. Det vi idag kallar läkare fanns alltså inte. Det fanns visserligen utbildade personer inom medicin men endast ett fåtal. De fåtal läkare som fanns befann sig i städerna. I städerna bodde endast 10 procent av landets befolkning på 2 347 000 invånare vilket tydliggör hur stor läkarbristen var. Förutom att läkarna var så få var de heller inte särskilt utbildade då empiriska undersökningar fortfarande inte var lika utvecklat inom forskningen som det är idag. Det var inte bara läkarbristen som gav plats åt folkmedicinen utan även andra faktorer som svält och hungersnöd. Större delen av befolkningen var beroende av jordbruk vilket i sin tur innebar stor hungersnöd vid missväxt. Dessutom var arbetsförhållanden tuffa, arbetskläder slitna och dåliga, brist på rengöringsmedel och inte heller fanns något arbetarskydd. På grund av den stora okunnigheten hos människor var det den folkliga läkekonsten man fick vända sig till om man själv eller någon närstående blev sjuk. Kunskapen man besatt kring folklig läkekonst var endast en tro och därav krävdes aldrig kritiska prövningar eller bevis. Om ens egna kunskaper inte räckte till fick man vända sig till de kloka. Anledningen till att man föredrog de kloka framför de få läkare som fanns var dels för att det ofta var långa transportvägar till läkare, de var dyra men framförallt eftersom de hade etablerat ett rykte om sig som väldigt stränga. De kloka å andra sidan, var varken långt bort, dyra eller stränga. Dessa kloka gubbor/gummor kunde vara allt från specialister, blåsare, smörjekäringar och bengubbar och så vidare. De kloka ansåg sig ha svar på nästintill alla sorters olycksfall och krämpor.
I Norden kan delar av de folkmedicinska kurerna och traditionerna spåras till bronsåldern, till exempel har man i några gravar från 1000-talet f.Kr. hittat ett läderetui med ett innehåll som var närmast identiskt med vad som fanns i de trollpåsar 1800-talets "kloka gubbar/gummor" bar med sig. Drakhuvuden på hällristningar kan ha fungerat som ett sätt att hålla onda makter borta.[källa behövs] Drakhuvudet som skyddssymbol har funnits kvar i gravkors och ornament ända in i vår tid. Från järnåldern finns många fynd av samma magiska skyddsmedel som fortfarande används (till exempel smycken med magiska tecken och kristaller). I sagalitteraturen finns många exempel på hur stor betydelse trollkonst hade i det gamla nordiska samhället, och visar även på de paralleller som finns mellan medeltidens föreställningar och folktron in i våra dagar. Snorre Sturlasson ger i Ynglingasagan den fornnordiske guden Oden många av de egenskaper som man under 1800-talet tillskrev en så kallad ”klok gubbe/gumma”. Delar av den folkliga läkekonsten under vikingatiden byggde mer på rationell örtmedicin och praktiska kunskaper än på magi, till exempel metoder för att bota sårskador genom att tvätta såren och sedan sy ihop sårkanterna. Under 1200-talet omnämns de första officiella läkarna i Sverige i Upplandslagen. Det kan noteras att dessa "lagliga läkare" endast måste vara kunniga i att hela benbrott, huggsår och liknande mekaniska skador. Egentliga sjukdomstillstånd behandlades sannolikt med magi.
Den kristna kyrkan förde en långvarig och energisk kamp mot trolldom, tron på övernaturliga väsen och vidskepelse i största allmänhet. Utövandet av den gamla läkekonsten förbjöds, och ersattes åtminstone i städerna av helgonkult och reliktro. I de bredare folklagren var effekterna länge begränsade, och långt viktigare än lagändringar och predikningar var de praktiska medicinska insatser kyrkan gjorde, särskilt de örtmedicinska klosterträdgårdarna vilka hade ömsesidig inverkan på den folkliga medicinen. Folkmedicinens urgamla metoder och uppfattningar influerades av idéer som övertogs från den dåtida läkarvetenskapen, till exempel åderlåtning och humoralpatologi. Även den officiella "skolmedicinen" var länge till stor del byggd på övernaturliga föreställningar. I Sveriges första farmakopé Pharmacopæa Holmiensis Galæno-Chymica från 1686 finns läkemedel som till stor del överensstämmer med de preparat det sena 1800-talets kloka gubbar och gummor hade att tillgå. Det som slutligen fick folkmedicinen att ge vika var den moderna läkarvetenskapens omfattande framsteg från 1850-talet och fram till våra dagar.

## Uppfattningar
Enligt folkmedicinens uppfattning var orsaken till olika sjukdomstillstånd onda makters verk, sjukdomen var ett ont väsen som på ett eller annat sätt trängt in i den sjuke. Sjukdomen kunde ha överförts genom kontakt med ett övernaturligt väsen, men också genom kontakt med olika sorters djur eller genom att den sjuke befunnit sig på olämpliga platser. Åkommor kunde enligt folkmedicinen också uppstå genom direkta magiska angrepp av trollkunniga personer, onda ögat, brott mot tabun, häxeri, villarpaskott eller liknande.
I allmänhet skiljde sig synen på sjukdomar mycket från dagens syn. Under 1800-talet hade folket mer fatalistisk syn på sjukdomar. Sjukdomarna var en del av ens livsöde och blev man väl sjuk, gjorde det ingen nytta att klaga. Även om man på tiden inte klagade på sjukdomarna lika mycket, var man ändå intresserad av att identifiera sjukdomarnas orsaker. Man trodde inte att sjukdomar enbart var guds straffdom. Många var överens om att vanliga sjukdomsorsaker exempelvis var onda personer, djur, trolldom och övernaturliga väsen. Visserligen var man medvetna om att sjukdomar, i synnerhet förkylning, mycket väl kunde orsakas av mer förklarliga företeelser som exempelvis svält eller svåra arbetsförhållanden. Trots att man visste detta var dessa sjukdomsorsaker inte alls lika intressanta. Folket litade mer på magi och tro.
De metoder man använde för att bota sjukdomar är präglade av folkmedicinens uppfattningar om sjukdomens orsaker. Bland de magiska behandlingsmetoderna fanns dels ett stort antal varierande ritualer (se nedan) och dels magiska läkemedel, folkmedicinens "mediciner". De magiska ritualerna (läsningar, signerier, rökningar, "hugga bort" och så vidare) syftade till att åkomman på olika sätt skulle fördrivas från den sjuke och fästas vid annan person eller annat föremål. (Enligt Bibeln utförde även Jesus en liknande så kallad andeutdrivning, då andar överfördes från människa till en hjord grisar; Matt 8:28-32.) En av de generella principer som man följde vid ordination av läkemedel var att man skulle "söka boten där man fått soten", det vill säga att botemedlet skulle vara av samma slag eller i varje fall likna det förmodade upphovet till sjukdomen.

## Botandets formlära inom folkmedicinen
Den folkliga läkekonsten är till störst del ett magiskt kunnande. För de som utövade läkekonsten var det av yttersta intresse att följa och genomföra den metod och de villkor som gällde för att en bot skulle kunna genomföras och lyckas med helandets kraft. De fanns olika variabler som allesammans behövde stämma överens för att boten skulle bli lyckad. Exempelvis skulle tiden, platsen, botemedlets art och även tron vara enliga med metoden och villkoren som gällde.

### Faktorer som spelade in vid botande av sjukdom
Tidpunkten – En av de faktorer som spelade in är tiden. Tiden skulle enligt folktron vara rätt då månen var avtagande. Detta på grund av att sjukdomen, och likaså månen, kommer avta.
Platsen – Platsen där botandet skedde var i allmän regel alltid bäst där det övernaturliga fanns. Exempel på platser där botandet gärna skedde var: den jordfasta stenen, myrstacken, den norra stugknuten. En vanlig plats för botande var på dörrtröskeln då den var en jordfast sten.
Tackets betydelse – När en person blivit behandlad av en klok eller fått medel eller liknande för att botas var det i regel otillåtet att tacka. Ett tack skulle innebära att hela botandet varit förgäves. Man menade att ett tack var att ta ut lyckan i förskott.
Tystnadens betydelse – Ett villkor, som frekvent upprepades, vid folkmedicinska ceremonier var tystnaden. Oavsett om något övernaturligt upplevdes under kuren fick man inte lov att prata om det. Tystnadsförbud inför det övernaturliga har inte bara funnits i folkmedicinens historia. Det finns även i de flesta religioner, då man ofta bör tiga inför det heliga.
Motsols och medsols, vänster och höger – I regel skulle allt rörligt som skedde under en kur ske motsols. Orsaken till detta är att all rörelse i folkmedicinen skulle ske från vänster till höger. Man skulle gå på vänster sida, spotta åt vänster och så vidare.  Därav kom villkoret av att all rörelse under en kur skulle gå motsols.

## Exempel på folkmedicinska kurer

### Stämma blod
Det finns över hela Sverige omtalat människor som har förmågan att stämma blod (blodstämning), det vill säga att få blodflödet hos en blödande person att upphöra. Somliga blodstämmare sägs kunna få blodet att stanna på avstånd, över telefon eller i extrema fall så fort vederbörande fått kännedom om fallet.

### Hugga bort
Att "hugga bort" är en metod att bota bland annat vredet (vrickning) och knarren (värk och svullnad i lederna), och gick till så att den sjuka leden hölls mot en tröskel, medan en person med en yxa högg på båda sidor om leden och därvid yttrade till exempel att han högg knarren "ur leden och i veden".

### Knyta bort
Vissa åkommor eller sjukdomar, såsom kramp och vred, kunde knytas bort (bortknytning). Den läkekunniga knöt till exempel nio knutar på en tråd och löste sedan med jämna mellanrum upp en i taget. När den sista knuten lösts, skulle den sjuke vara botad. En annan metod var att sätta bort tråden (se bortsättning) under en jordfast sten - då tråden ruttnat, var den sjuke återställd.

### Sätta bort
Att "sätta bort" var en vanlig åtgärd mot tandvärk och bölder. Man petade i det onda med en trästicka eller en spik och stack sedan ned denna under en jordfast sten eller in i ett föremål av något slag, oftast i ett träd. Den som fällde ett sådant träd troddes dra på sig den bortsatta sjukdomen eller åkomman. Det fanns till exempel särskilda tandvärkstallar.

### Mäta bort
En del sjukdomar, bland annat gastkramning och matleda, kunde mätas bort genom (bortmätning). Det tillgick så att den läkekunnige mätte med en tråd vissa ställen på den sjuke. Tråden brändes eller grävdes ned under en jordfast sten.

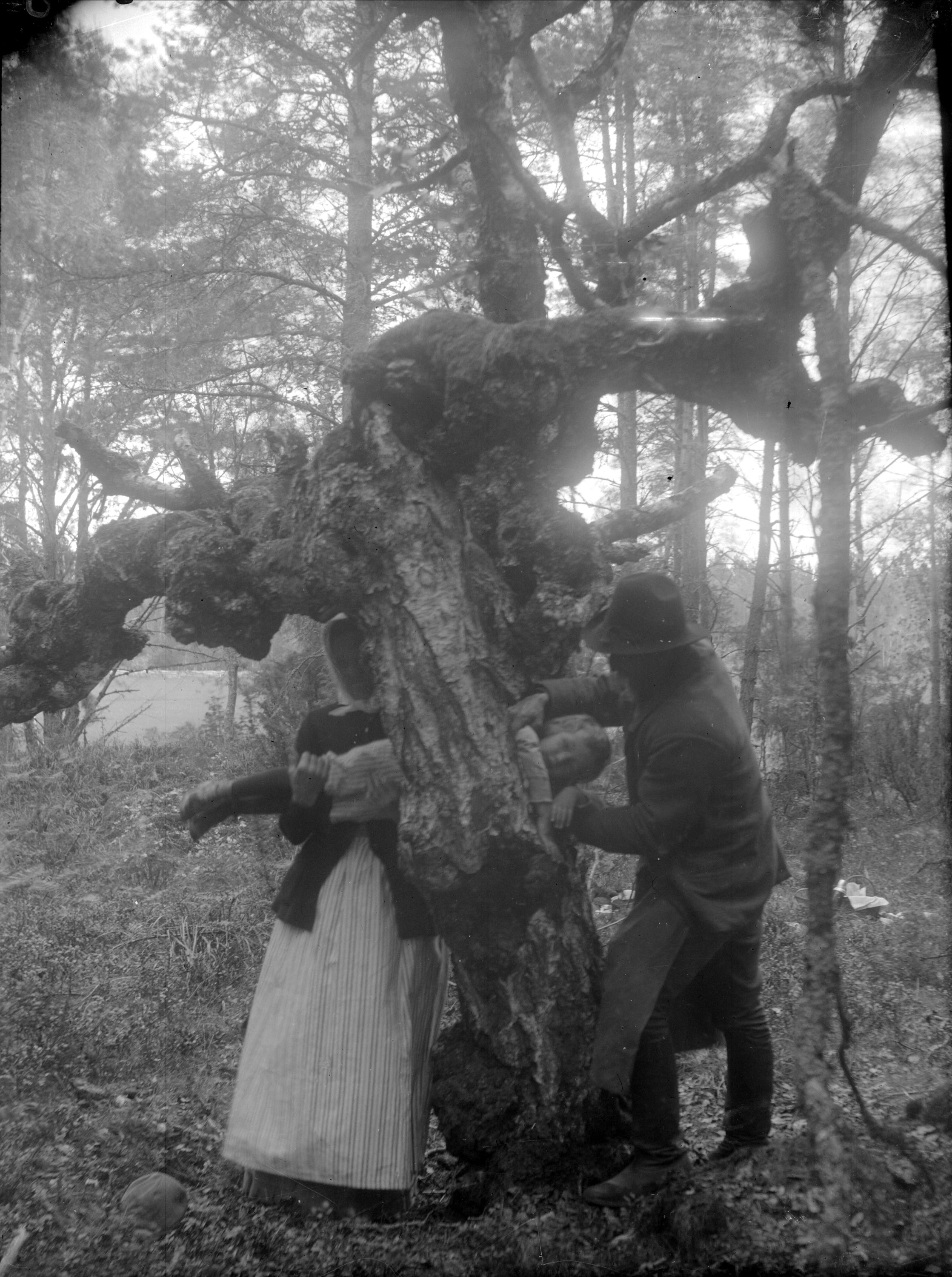
Folklig läkekonst: här smöjning, vilket innebär att ett barn dras genom ett så kallat vårdbundet träd för att tillfriskna, här ifrån engelska sjukan. Uppland 1918.

### Kasta ut
Utkastning var en botemetod mot sjukdomar, varvid man skulle ta sju eller nio delar av den sjukes kropp (hår, naglar och så vidare) och kläder, gå till en korsväg eller en annan plats och kasta det hela bakåt över vänstra axeln.

### Smöjning och jorddragning
Jorddragning eller smöjning är en mycket gammal metod inom folkmedicinen som innebär att den sjuke (oftast ett barn) dras genom ett trångt hål i någon form, till exempel under en trädrot eller ett hål i jorden. Jorddragning var en relativt vanlig behandlingsform, särskilt för barn som drabbats av rakit. Hålet den sjuke drogs igenom varierade: det kunde vara ett fönster, en garnhärva med nio trådar, eller ett par uppställda lokor, men det vanligaste tillvägagångssättet var att dra den sjuke genom en naturligt uppkommen klyka i ett träd, i ett så kallat vårdbundet träd. Jorddragningen var förknippad med en mängd förhållningsregler, till exempel att den skulle utföras under absolut tystnad en torsdagskväll när månen var i nedan, eller att en slant eller det sjuka barnets lintyg skulle kvarlämnas i trädet. En tolkning av tankegångarna bakom jorddragningen är att barnet ska få ta del av trädets (eller motsvarande föremåls) livskraft och därigenom pånyttfödas. De träd som användes för jorddragning var ofta förknippade med olika typer av tabun och antogs kunna överföra sjukdomen på den som bröt tabut, vilket gör att metoden påminner om bortsättning.

### Borra bort
Att borra bort gjorde man när någon drabbats av stolsteg/vagel på ögat. För att borra bort en vagel tog man en stol, nyckel alternativt en trebent panna och förde sedan objektet runt ögat, i en cirkulär rörelse, motsols. Rörelsen skulle ske tre gånger. Under tiden skulle botaren säga "Jag borrar", den sjuke svarade "Vad borrar du?" botaren svarade "Jag borrar bort stolsteget ur ditt öga och i trefoten".